# In Between (canción de Beartooth)
«In Between» es una canción de la banda estadounidense de hardcore punk Beartooth, lanzado a través de Red Bull Records el 7 de abril de 2015 como el tercer y último sencillo de su primer álbum de estudio Disgusting (2014). La canción alcanzó el puesto número 20 en la lista estadounidense de Mainstream Rock. «In Between» fue certificado platino por la RIAA en septiembre de 2024.

## Lanzamiento
El 30 de mayo de 2014, Beartooth lanzó "In Between" como sencillo promocional para streaming, antes del lanzamiento de su primer álbum Disgusting. Se lanzó como sencillo el 7 de abril de 2015. La canción se emitió en radio el 28 de abril y se lanzó en CD en Estados Unidos y el Reino Unido ese mismo año.
En marzo de 2022, la canción se incluyó en la edición de lujo de su cuarto álbum Below (2021) titulado "In Between (Live From the Journey Below)".

## Composición
"In Between" fue escrita y producida por Caleb Shomo. John Feldmann también colaboró en la producción del tema con Shomo.

## Video musical
El video musical de "In Between" se estrenó el 7 de abril de 2015 y fue dirigido por Drew Russ. El video muestra a Caleb Shomo solo en una habitación aislada y a la banda tocando en las montañas. A medida que avanza el video, Shomo lucha y se adentra en sus pensamientos antes de que lleguen sus compañeros.

## Lista de canciones
| Descarga digital |              |          |  |
| N.º              | Título       | Duración |  |
| 1.               | «In Between» | 3:33     |  |

| UK CD single |                           |          |  |
| N.º          | Título                    | Duración |  |
| 1.           | «In Between» (radio edit) | 3:35     |  |

| US CD single |                                |          |  |
| N.º          | Título                         | Duración |  |
| 1.           | «In Between» (active rock mix) | 3:35     |  |

## Posicionamiento en lista
| Lista (2015)                                      | Posición |
| ------------------------------------------------- | -------- |
| Estados Unidos (Christian Rock Songs (Billboard)) | 14       |
| Estados Unidos (Mainstream Rock)                  | 20       |